# Alone (musikalbum av The Pretenders)
Alone är det tionde studioalbumet av det engelsk-amerikanska rockbandet The Pretenders. Albumet släpptes 21 oktober 2016 av BMG Rights Management. Chrissie Hynde är den enda medlemmen i bandet som dyker upp på albumet, med ett kompband som består av studiomusiker. Albumet är bandets andra album i följd som inte inkluderar trummisen Martin Chambers.

## Låtlista
1. "Alone" (Hynde/Dan Auerbach/Richard Swift) – 3:49
2. "Roadie Man" – 3:54
3. "Gotta Wait" – 2:58
4. "Never Be Together" (Hynde/Björn Yttling/Fyfe Dangerfield) – 4:01
5. "Let's Get Lost" (Hynde/Dave McCracken) – 3:03
6. "Chord Lord" – 3:14
7. "Blue Eyed Sky" – 4:51
8. "The Man You Are" – 3:45
9. "One More Day" – 4:15
10. "I Hate Myself" (Hynde/Auerbach) – 4:43
11. "Death Is Not Enough" (Marek Rymaszewski) – 3:11
12. "Holy Commotion" – 4:12

- Alla låtar skrivna av Chrissie Hynde där inget annat anges.

## Medverkande
Musiker
- Chrissie Hynde – sång
- Dan Auerbach – gitarr, keyboard, bakgrundssång
- Duane Eddy, Kenny Vaughan – gitarr
- Russ Pahl – pedal steel guitar
- Dave Roe – kontrabas
- Leon Michels – keyboard
- Richard Swift – trummor, gitarr, keyboard, bakgrundssång

Produktion
- Dan Auerbach – musikproducent
- Collin Dupuis – ljudtekniker
- Danny Tomczak – assisterande ljudtekniker
- Tchad Blake – ljudmix
- Brian Lucey – mastering
- Richard Swift – omslagsdesign, omslagskonst, foto